# Systropha
Systropha is een geslacht van vliesvleugelige insecten van de familie Halictidae.

## Soorten
- S. aethiopica Friese, 1911
- S. alfkeni (Brauns, 1926)
- S. androsthenes Baker, 1996
- S. arnoldi Friese, 1922
- S. bispinosa Friese, 1914
- S. curvicornis (Scopoli, 1770)
- S. diacantha Baker, 1996
- S. difformis Smith, 1879
- S. glabriventris Friese, 1922
- S. hirsuta Spinola, 1839
- S. inexspectata Ebmer, 1994
- S. iranica Popov, 1967
- S. kazakhstaniensis Patiny, 2004
- S. krigei Brauns, 1926
- S. macronasuta Strand, 1911
- S. maroccana Warncke, 1977
- S. martiali Patiny & Michez, 2007
- S. norae Patiny, 2004
- S. pici Pérez, 1895
- S. planidens Giraud, 1861
- S. popovi Ponomareva, 1967

- S. punjabensis Batra & Michener, 1966
- S. rhodesiensis Friese, 1922
- S. ruficornis Morawitz, 1880
- S. tadjika Warncke, 1992
- S. tropicalis Cockerell, 1911
- S. ugandensis Cockerell, 1931
- S. villosa Ebmer, 1978